# Godfrey Higgs
Godfrey Walter Higgs (ur. 28 września 1907 w Nassau, zm. 26 maja 1986 tamże) – bahamski polityk, prawnik i żeglarz.

## Życiorys
Deputowany do bahamskiej Izby Zgromadzenia, jako przedstawiciel wysp San Salvador i Rum Cay. Mandat sprawował przynajmniej od 1935 roku. W 1940 roku był wiceprzewodniczącym izby. Zasiadał również w Radzie Legislacyjnej (poprzedniczce późniejszego Senatu). W 1948 roku wraz z Mervynem Johnsonem założył kancelarię prawniczą Higgs & Johnson. Stał na czele obrony w sprawie Alfreda de Marigny’ego, uniewinnionego w procesie dotyczącym zabójstwa Harry’ego Oakesa.
Był pierwszym przewodniczącym organizacji Bahamas National Trust, zajmującej się zarządzaniem parkami narodowymi w kraju. Higgs stworzył projekt ustawy, na mocy której ona powstała.
Wziął udział w Letnich Igrzyskach Olimpijskich 1952. Wystartował w klasie 5.5, zajmując 15. miejsce. Z załogantami wyprzedził wyłącznie ekipę radziecką (oprócz niego drużynę stanowili: Basil Kelly, Basil McKinney i Don Pritchard). Jego syn Montague również był żeglarzem i olimpijczykiem.